# إيرف هال
إيرف هال (بالإنجليزية: Irv Hall)‏ هو لاعب كرة قاعدة أمريكي، ولد في 7 أكتوبر 1918 في Alberton, Maryland ‏ في الولايات المتحدة، وتوفي في 12 ديسمبر 2006 في بالتيمور في الولايات المتحدة.

## وصلات خارجية
- إيرف هال على موقعبيزبول رفرنس.كوم (الدوري الرئيسي) (الإنجليزية)
- إيرف هال على موقعبيزبول رفرنس.كوم (الدوري الثانوي) (الإنجليزية)